# 幽州 (北燕)
幽州，中国十六国时北燕设置的州。
398年，后燕迁都到龙城，原来治所在龙城的幽州改为司隶校尉，以辽西郡、燕郡、范阳郡、北平郡为幽州，治所在肥如县（今河北省卢龙县西北）。399年，增设建德郡、石城郡、冀阳郡，燕郡、范阳郡、北平郡被北魏占领。402年，改治令支县（今河北省迁安市西）。403年，建德郡、石城郡、冀阳郡另设冀州。北燕建立后，令支县被北魏占领，幽州侨置肥如县，和冀州同城而治。436年，魏太武帝灭北燕，废除幽州。